# .gg
.gg е интернет домейн от първо ниво за Гърнси. Администрира се от Island Networks. Представен е през 1996 г.
gg също така означава Good Game – Добра игра! Поздрав между играчи.

## Домейни от второ ниво
Следните домейни са отворени за регистрация
- .co.gg – комерсиални/лични домейни
- .net.gg – за интернет доставчици и комерсиални
- .org.gg – организации